# Liste des titres musicaux numéro un en France en 2023
Cette page liste les titres musicaux (singles et albums) numéros un en France pour l'année 2023 selon le Syndicat national de l'édition phonographique (SNEP).
- Les numéros un singles mégafusion sont issus de la fusion des écoutes en streaming et des ventes en téléchargement, comptés en « unités » et où 150 streams équivalent à une vente.
- Les numéros un albums mégafusion sont issus de la fusion des écoutes en streaming, des ventes physiques et des téléchargements, comptés en « unités » et où 1 000 streams moins 50 % des volumes du titre de l’album le plus streamé, équivalent à une vente.

Les ventes sont comptabilisées chaque semaine du vendredi au jeudi et la date notée dans cette liste est celle du vendredi suivant le dernier jour de ventes, comme cela apparaît sur le site du SNEP.

## Classement des singles
| No | Date          | Artiste                                                  | Titre                           | Réf    |
| -- | ------------- | -------------------------------------------------------- | ------------------------------- | ------ |
| 1  | 6 janvier     | Zola                                                     | Amber                           | [ 1 ]  |
| 2  | 13 janvier    | Maes                                                     | Galactic                        | [ 2 ]  |
| 3  | 20 janvier    | Gaulois featuring Ninho                                  | Jolie                           | [ 3 ]  |
| 4  | 27 janvier    | Miley Cyrus                                              | Flowers                         | [ 4 ]  |
| 5  | 3 février     | Miley Cyrus                                              | Flowers                         | [ 5 ]  |
| 6  | 10 février    | Miley Cyrus                                              | Flowers                         | [ 6 ]  |
| 7  | 17 février    | Miley Cyrus                                              | Flowers                         | [ 7 ]  |
| 8  | 24 février    | Hamza featuring Damso                                    | Nocif                           | [ 8 ]  |
| 9  | 3 mars        | Hamza featuring Damso                                    | Nocif                           | [ 9 ]  |
| 10 | 10 mars       | Hamza featuring Damso                                    | Nocif                           | [ 10 ] |
| 11 | 17 mars       | Miley Cyrus                                              | Flowers                         | [ 11 ] |
| 12 | 24 mars       | Zola featuring Damso                                     | Cœur de ice                     | [ 12 ] |
| 13 | 31 mars       | Miley Cyrus                                              | Flowers                         | [ 13 ] |
| 14 | 7 avril       | Miley Cyrus                                              | Flowers                         | [ 14 ] |
| 15 | 14 avril      | Miley Cyrus                                              | Flowers                         | [ 15 ] |
| 16 | 21 avril      | PLK                                                      | Demain                          | [ 16 ] |
| 17 | 28 avril      | PLK                                                      | Demain                          | [ 17 ] |
| 18 | 5 mai         | Naps featuring Gazo & Ninho                              | C'est carré le S                | [ 18 ] |
| 19 | 12 mai        | Ninho                                                    | Freestyle LVL UP 1              | [ 19 ] |
| 20 | 19 mai        | No Limit featuring Gazo & Damso                          | La Rue                          | [ 20 ] |
| 21 | 26 mai        | No Limit featuring Gazo & Damso                          | La Rue                          | [ 21 ] |
| 22 | 2 juin        | SDM                                                      | Bolide allemand                 | [ 22 ] |
| 23 | 9 juin        | SDM                                                      | Bolide allemand                 | [ 23 ] |
| 24 | 16 juin       | SDM                                                      | Bolide allemand                 | [ 24 ] |
| 25 | 23 juin       | SDM                                                      | Bolide allemand                 | [ 25 ] |
| 26 | 30 juin       | SDM                                                      | Bolide allemand                 | [ 26 ] |
| 27 | 7 juillet     | Ninho featuring Central Cee                              | Eurostar                        | [ 27 ] |
| 28 | 14 juillet    | Ninho featuring Central Cee                              | Eurostar                        | [ 28 ] |
| 29 | 21 juillet    | Soolking featuring Gazo                                  | Casanova                        | [ 29 ] |
| 30 | 28 juillet    | Soolking featuring Gazo                                  | Casanova                        | [ 30 ] |
| 31 | 4 août        | Soolking featuring Gazo                                  | Casanova                        | [ 31 ] |
| 32 | 11 août       | Soolking featuring Gazo                                  | Casanova                        | [ 32 ] |
| 33 | 18 août       | Soolking featuring Gazo                                  | Casanova                        | [ 33 ] |
| 34 | 25 août       | Soolking featuring Gazo                                  | Casanova                        | [ 34 ] |
| 35 | 1er septembre | Dave & Tiakola                                           | Meridian                        | [ 35 ] |
| 36 | 8 septembre   | Dave & Tiakola                                           | Meridian                        | [ 36 ] |
| 37 | 15 septembre  | Jungeli featuring Abou Debeing, Alonzo, LOSSA et Imen Es | Petit génie                     | [ 37 ] |
| 38 | 22 septembre  | Jungeli featuring Abou Debeing, Alonzo, LOSSA et Imen Es | Petit génie                     | [ 38 ] |
| 39 | 29 septembre  | Jungeli featuring Abou Debeing, Alonzo, LOSSA et Imen Es | Petit génie                     | [ 39 ] |
| 40 | 6 octobre     | Jungeli featuring Abou Debeing, Alonzo, LOSSA et Imen Es | Petit génie                     | [ 40 ] |
| 41 | 13 octobre    | Jungeli featuring Abou Debeing, Alonzo, LOSSA et Imen Es | Petit génie                     | [ 41 ] |
| 42 | 20 octobre    | Íñigo Quintero                                           | Si No Estás                     | [ 42 ] |
| 43 | 27 octobre    | Íñigo Quintero                                           | Si No Estás                     | [ 43 ] |
| 44 | 3 novembre    | Jungeli featuring Abou Debeing, Alonzo, LOSSA et Imen Es | Petit génie                     | [ 44 ] |
| 45 | 10 novembre   | Jungeli featuring Abou Debeing, Alonzo, LOSSA et Imen Es | Petit génie                     | [ 45 ] |
| 46 | 17 novembre   | Jungeli featuring Abou Debeing, Alonzo, LOSSA et Imen Es | Petit génie                     | [ 46 ] |
| 47 | 24 novembre   | Jungeli featuring Abou Debeing, Alonzo, LOSSA et Imen Es | Petit génie                     | [ 47 ] |
| 48 | 1er décembre  | Jungeli featuring Abou Debeing, Alonzo, LOSSA et Imen Es | Petit génie                     | [ 48 ] |
| 49 | 8 décembre    | Gazo & Tiakola                                           | Notre Dame                      | [ 49 ] |
| 50 | 15 décembre   | Jungeli featuring Abou Debeing, Alonzo, LOSSA et Imen Es | Petit génie                     | [ 50 ] |
| 51 | 22 décembre   | Jungeli featuring Abou Debeing, Alonzo, LOSSA et Imen Es | Petit génie                     | [ 51 ] |
| 52 | 29 décembre   | Mariah Carey                                             | All I Want for Christmas Is You | [ 52 ] |

## Classement des albums
| No | Date          | Artiste            | Album                         | Unités | Réf     |
| -- | ------------- | ------------------ | ----------------------------- | ------ | ------- |
| 1  | 6 janvier     | Jul                | Cœur blanc                    | 11 788 | [ 53 ]  |
| 2  | 13 janvier    | Jul                | Cœur blanc                    | 9 728  | [ 54 ]  |
| 3  | 20 janvier    | Indochine          | Central Tour                  | 19 646 | [ 55 ]  |
| 4  | 27 janvier    | Måneskin           | RUSH!                         | 8 188  | [ 56 ]  |
| 5  | 3 février     | Aya Nakamura       | DNK                           | 15 813 | [ 57 ]  |
| 6  | 10 février    | Aya Nakamura       | DNK                           | 9 455  | [ 58 ]  |
| 7  | 17 février    | Niro               | Taulier                       | 11 029 | [ 59 ]  |
| 8  | 24 février    | Hamza              | Sincèrement                   | 40 458 | [ 60 ]  |
| 9  | 3 mars        | Hamza              | Sincèrement                   | 17 147 | [ 61 ]  |
| 10 | 10 mars       | Les Enfoirés       | Enfoirés un jour, toujours    | 86 897 | [ 62 ]  |
| 11 | 17 mars       | Les Enfoirés       | Enfoirés un jour, toujours    | 26 859 | [ 63 ]  |
| 12 | 24 mars       | Zola               | Diamant du Bled               | 23 950 | [ 64 ]  |
| 13 | 31 mars       | Depeche Mode       | Memento Mori                  | 28 416 | [ 65 ]  |
| 14 | 7 avril       | Depeche Mode       | Memento Mori                  | 7 669  | [ 66 ]  |
| 15 | 14 avril      | Djadja & Dinaz     | Alpha                         | 6 430  | [ 67 ]  |
| 16 | 21 avril      | Metallica          | 72 Seasons                    | 23 192 | [ 68 ]  |
| 17 | 28 avril      | Agust D            | D-Day                         | 8 252  | [ 69 ]  |
| 18 | 5 mai         | Naps               | En temps réel                 | 13 282 | [ 70 ]  |
| 19 | 12 mai        | Ed Sheeran         | -                             | 15 115 | [ 71 ]  |
| 20 | 19 mai        | Étienne Daho       | Tirer la nuit sur les étoiles | 11 298 | [ 72 ]  |
| 21 | 26 mai        | Luv Resval         | Mustafar                      | 16 835 | [ 73 ]  |
| 22 | 2 juin        | Werenoi            | Carré                         | 5 019  | [ 74 ]  |
| 23 | 9 juin        | Stray Kids         | 5-Star                        | 19 740 | [ 75 ]  |
| 24 | 16 juin       | Jul                | C'est quand qu'il s'éteint    | 38 997 | [ 76 ]  |
| 25 | 23 juin       | Jul                | C'est quand qu'il s'éteint    | 21 487 | [ 77 ]  |
| 26 | 30 juin       | Jul                | C'est quand qu'il s'éteint    | 15 019 | [ 78 ]  |
| 27 | 7 juillet     | Ninho              | NI                            | 37 116 | [ 79 ]  |
| 28 | 14 juillet    | Ninho              | NI                            | 19 983 | [ 80 ]  |
| 29 | 21 juillet    | Ninho              | NI                            | 13 450 | [ 81 ]  |
| 30 | 28 juillet    | Ninho              | NI                            | 10 610 | [ 82 ]  |
| 31 | 4 août        | Travis Scott       | Utopia                        | 14 180 | [ 83 ]  |
| 32 | 11 août       | Ninho              | NI                            | 7 699  | [ 84 ]  |
| 33 | 18 août       | Ninho              | NI                            | 6 717  | [ 85 ]  |
| 34 | 25 août       | Ninho              | NI                            | 6 105  | [ 86 ]  |
| 35 | 1er septembre | Ninho              | NI                            | 5 642  | [ 87 ]  |
| 36 | 8 septembre   | Florent Pagny      | 2bis                          | 31 939 | [ 88 ]  |
| 37 | 15 septembre  | Calogero           | A.M.O.U.R                     | 17 553 | [ 89 ]  |
| 38 | 22 septembre  | Freeze Corleone    | ADC                           | 14 015 | [ 90 ]  |
| 39 | 29 septembre  | Werenoi            | Telegram 2                    | 11 509 | [ 91 ]  |
| 40 | 6 octobre     | Niaks              | Mandat de dépôt               | 5 950  | [ 92 ]  |
| 41 | 13 octobre    | Vitaa              | Charlotte                     | 13 858 | [ 93 ]  |
| 42 | 20 octobre    | Favé               | Il le fallait                 | 9 441  | [ 94 ]  |
| 43 | 27 octobre    | The Rolling Stones | Hackney Diamonds              | 43 410 | [ 95 ]  |
| 44 | 3 novembre    | Taylor Swift       | 1989 (Taylor's Version)       | 35 621 | [ 96 ]  |
| 45 | 10 novembre   | Jungkook           | Golden                        | 15 151 | [ 97 ]  |
| 46 | 17 novembre   | Vianney            | À 2 à 3                       | 27 063 | [ 98 ]  |
| 47 | 24 novembre   | Johnny Hallyday    | Made In Rock'N'Roll           | 19 268 | [ 99 ]  |
| 48 | 1er décembre  | Florent Pagny      | 2bis                          | 12 241 | [ 100 ] |
| 49 | 8 décembre    | Gazo & Tiakola     | La Mélo est Gangx             | 26 619 | [ 101 ] |
| 50 | 15 décembre   | Jul                | La route est longue           | 55 767 | [ 102 ] |
| 51 | 22 décembre   | Jul                | La route est longue           | 26 606 | [ 103 ] |
| 52 | 29 décembre   | Jul                | La route est longue           | 19 152 | [ 104 ] |

## Les meilleurs scores de l'année
Voici la liste des meilleurs scores de singles et d'albums de l'année,.

### Singles
| N° | Artiste                                                  | Titre            |
| -- | -------------------------------------------------------- | ---------------- |
| 1  | Miley Cyrus                                              | Flowers          |
| 2  | SDM                                                      | Bolide allemand  |
| 3  | Tiakola                                                  | Meuda            |
| 4  | Gaulois et Ninho                                         | Jolie            |
| 5  | Rema                                                     | Calm Down        |
| 6  | Jungeli featuring Abou Debeing, Alonzo, LOSSA et Imen Es | Petit génie      |
| 7  | Heuss l'Enfoiré et Gazo                                  | Saiyan           |
| 8  | Soolking et Gazo                                         | Casanova         |
| 9  | Ayra Starr                                               | Rush             |
| 10 | SDM                                                      | Mr. Ocho         |
| 11 | Zola                                                     | Amber            |
| 12 | Gazo                                                     | Die              |
| 13 | Tom Odell                                                | Another Love     |
| 14 | Hamza et Damso                                           | Nocif            |
| 15 | Vacra                                                    | Tiki Taka        |
| 16 | Aya Nakamura                                             | Baby             |
| 17 | David Guetta et Bebe Rexha                               | I'm Good (Blue)  |
| 18 | Louane                                                   | Secret           |
| 19 | Metro Boomin et The Weeknd                               | Creepin'         |
| 20 | Naps, Ninho et Gazo                                      | C'est carré le S |

### Albums
| N° | Artiste            | Titre                        |
| -- | ------------------ | ---------------------------- |
| 1  | Werenoi            | Carré                        |
| 2  | Hamza              | Sincèrement                  |
| 3  | Ninho              | NI                           |
| 4  | Tiakola            | Mélo                         |
| 5  | SDM                | Liens du 100                 |
| 6  | Jul                | C'est quand qu'il s'éteint ? |
| 7  | Les Enfoirés       | Enfoirés un jour, toujours   |
| 8  | Florent Pagny      | 2 bis                        |
| 9  | Djadja & Dinaz     | Alpha                        |
| 10 | Gazo               | KMT                          |
| 11 | Jul                | Cœur blanc                   |
| 12 | Lomepal            | Mauvais Ordre                |
| 13 | Orelsan            | Civilisation                 |
| 14 | Aya Nakamura       | DNK                          |
| 15 | Zola               | Diamant du Bled              |
| 16 | Måneskin           | Rush!                        |
| 17 | Imagine Dragons    | Mercury – Acts 1 & 2         |
| 18 | Vianney            | À 2 à 3                      |
| 19 | PLK                | 2069'                        |
| 20 | The Rolling Stones | Hackney Diamonds             |